# منطقه امهارا
منطقه امهارا (امهری: አማራ) یک منطقه در اتیوپی است که در شمالغربی این کشور واقع شده‌است.

## خصوصیات
منطقه امهارا ۱۵۴٬۷۰۹ کیلومترمربع مساحت و ۱۷٬۲۲۱٬۹۷۶ نفر جمعیت دارد.